# エヌエフ回路設計ブロック
株式会社エヌエフ回路設計ブロック（エヌエフかいろせっけいブロック）は、神奈川県横浜市港北区に本社を置く、産業用電源、各種電子計測器、電子部品を開発・製造・販売する企業である。社名のNFは「ネガティブフィードバック」に由来する。

## 沿革
- 1963年8月 - 東京都大田区に（株）エヌエフ回路設計ブロック設立
- 1971年1月 - 神奈川県横浜市港北区に新工場完成、操業開始
- 1974年1月 - 本社機構を神奈川県横浜市港北区に移転
- 1974年4月 - 汎用電気計測器の生産合理化を図るため、関係会社エヌエフエンジニアリング（株）を設立
- 1986年10月 - 関係会社山口エヌエフ電子（株）を設立
- 1990年4月 - 日本証券業協会に株式を店頭登録
- 1993年4月 - 関係会社（株）エヌエフカストマサービスを設立
- 2003年1月 - 上海駐在員事務所開設
- 2004年12月 - 日本証券業協会の店頭登録を取消し、株式会社ジャスダック証券取引所に株式を上場
- 2006年8月 - 中国上海市に関係会社恩乃普電子商貿（上海）有限公司を設立
- 2020年10月 - 持株会社制へ移行。株式会社エヌエフ回路設計ブロック（初代）は株式会社エヌエフホールディングスへ商号変更。事業は株式会社エヌエフ回路設計ブロック準備会社から商号変更された株式会社エヌエフ回路設計ブロック（2代）が継承[3]

## 主な製品
- 交流電源・直流電源
- 各種電子計測器（ファンクションジェネレータなど）
- 各種機能デバイス(フィルタ・増幅器・発振器・位相検波器）
- カスタムHIC

## 関連会社
- NFエンジニアリング株式会社
- NFデバイステクノロジー（旧山口エヌエフ電子）
- 株式会社NFカストマサービス
- 恩乃普電子商貿（上海）有限公司